# Vodice (gmina Vodice)
Vodice – wieś w Słowenii, siedziba gminy Vodice. W 2018 roku liczyła 1656 mieszkańców.